# イオンモール高崎
イオンモール高崎（イオンモールたかさき）は、群馬県高崎市棟高町に所在するイオンモール株式会社が運営するモール型ショッピングセンター。

## 店舗概要
2006年（平成18年）10月20日（プレオープンは同年10月17日）に「イオン高崎ショッピングセンター」として、「イオンモール太田」（太田市）に次いでイオンモールが運営する群馬県内2店舗目のSCとして開店した。
同年11月17日、オープン1か月を迎え、来店人数100万人突破と報道される（実際に突破したのは2006年11月13日）。この盛況ぶりに高崎市内の大型スーパーなどでは危機感を募らせており、「地元商店街と共同で移動した客層を戻すべき」との意見も出ている。
その後、開業1周年を来月に控えた2007年（平成19年）9月22日に、「イオンモール高崎」へと名称を変更した。
建物長は340m、商業施設部分の面積は60,800m²、専門店部分のモール全長は200m、モール部分の吹き抜け高さ21m、1階部分の通路幅は8mである。駐車場は店舗敷地の地上部と店舗4階・屋上に設置されており、開業当初は3,300台収容であったが、その後3,700台に増強されている。
店舗前には群馬県道25号高崎渋川線高渋バイパスが通っており、関越自動車道・前橋インターチェンジからも近い。
2020年（令和2年）6月26日にリニューアルオープン。平面駐車場として利用していた建物東側に増床棟を新設、既存棟においても大規模なリニューアルを実施した。総店舗数の約50％を一新した。茨城・栃木・群馬の北関東エリアのイオンモールとして、店舗数では最多となる。なお、当初は同年4月27日のリニューアルオープンを予定していたが、当時流行していた新型コロナウイルスの感染拡大の影響でイオンスタイル高崎を除き臨時休業したため、上記の日程に延期された（5月16日に営業再開し、増床棟の一部テナントも営業開始した）。

## 主なテナント
2012年6月15日現在
核店舗はイオンリテール株式会社が運営するイオンスタイル高崎（旧高崎サティ）である。専門店テナントはおよそ170店舗が出店している。
出店テナント全店の一覧・詳細情報は公式サイト「ショップガイド」を、営業時間およびATMを設置する金融機関の詳細は公式サイト「営業時間・サービス案内」を参照。

### イオンスタイル高崎
開業当初は株式会社マイカルが運営する「高崎サティ」であった。マイカルとしては2001年（平成13年）に経営破綻して以降、新規出店としては3店舗目、イオンモール株式会社運営のSCには初の出店となった。2010年（平成22年）10月17日に前橋サティが閉店してからは群馬県に残る唯一のサティだっだが、2011年（平成23年）3月1日にマイカルはイオンリテールに吸収合併され、「イオン高崎店」に変更。
2020年（令和4年）4月27日にイオンモールのリニューアルに先駆け現名称に改称され、子供用品売場「キッズリパブリック」やスポーツ用品売場「スポージアム」の拡大、生活用品売場を「HOME COORDY（ホームコーディ）」として再編、群馬県産コーナー「ぐんまるしぇ」の新設などのリニューアルが施された。2024年（令和6年）10月18日には北関東初となる冷凍食品専門店「＠FROZEN（アットフローズン）」を導入した。

### イオンシネマ高崎
イオンエンターテイメントが運営するシネマコンプレックス。10スクリーン、1429席（車椅子席を含む）を有する。
開業当初はイオンシネマズが運営していた。当時マイカルグループのシネマコンプレックスとしては「ワーナー・マイカル・シネマズ」が存在していたが、当劇場ではイオンシネマズが唯一サティを核店舗とする商業施設に出店した。2013年7月1日よりワーナー・マイカルとイオンシネマズが合併して発足したイオンエンターテイメントによる運営となった。

#### 設備
| スクリーン番号 | 一般席 | 車椅子席 | 総合座席数 | 3D | 備考 |
| -------------- | ------ | -------- | ---------- | -- | ---- |
| 1              | 94席   | 2席      | 96席       |    |      |
| 2              | 80席   | 2席      | 82席       |    |      |
| 3              | 256席  | 2席      | 258席      | ◯  |      |
| 4              | 280席  | 2席      | 282席      | ◯  |      |
| 5              | 151席  | 2席      | 153席      | ◯  |      |
| 6              | 126席  | 2席      | 128席      |    |      |
| 7              | 104席  | 2席      | 106席      |    |      |
| 8              | 121席  | 2席      | 123席      |    |      |
| 9              | 103席  | 2席      | 105席      |    |      |
| 10             | 94席   | 2席      | 96席       |    |      |

## 交通アクセス
高崎駅、前橋駅、渋川駅などから当モールまでの路線バスが群馬バス、関越交通により運行されている。詳細は公式サイト「バスのアクセス」を参照。